# Terriccio
Il terriccio è un terreno ricco di sostanze nutritive (generalmente sostanze vegetali decomposte) proveniente dai boschi, dalla campagna o dal compostaggio della frazione organica dei rifiuti solidi, che mescolato con altre sostanze viene usato come substrato fertile o concime per piante da vaso, giardinaggio e nelle serre.

## Origine
Il terriccio deriva da 'terra' intendendo con ciò il suolo in cui vegetano le piante, la sua composizione deriva sostanzialmente (espressa in modo molto grossolano) da tre parti componenti:
- La parte vegetale (foglie, residui vegetali).
- La parte argillosa e più o meno compatta (creta, argilla, limo).
- La parte inerte strutturante e drenante (sabbia, ghiaia, ciottoli).

È evidente che ognuna di queste parti può a sua volta essere distinta in altre suddivisioni consideranti l'origine, la natura chimica e fisica; ma anche le distinzioni, in realtà alquanto rigide, possono confluire le une nelle altre.
La parte vegetale può divenire nutriente nell'argilla, l'argilla può essere grossolana ed essere una sorta di sabbia, e così via.
Ognuna delle parti, combinata con le altre, crea nel suolo precise condizioni fisiche di umidità, ritenuta o rilascio di acqua e di nutrienti organici e inorganici, condizioni di acidità o alcalinità del suolo (pH).

## Terriccio naturale
Sul pianeta si sono realizzate infinite varietà di terriccio, così come si sono evolute le piante adattate a queste varietà.
Si sono quindi evolute piante adatte a terricci acidi o alcalini, compatti o drenanti, ricchi di nutrienti o poveri, ritenenti i liquidi o aridi.
Ai nutrienti principali (Azoto, Fosforo e Potassio), si debbono aggiungere i mesoelementi che svolgono importanti funzioni fisiche, chimiche o catalitiche, ancora sono importantissimi i microelementi utili in quantità veramente minime ma che sono fondamentali per sopravvivenza delle piante.
La popolazione batterica e micetica oltre che produrre importantissime trasformazioni chimiche a rendere gradualmente disponibili i nutrienti, inducono la condizione di "suolo soffice" che è una impagabile caratteristica dei suoli naturali ben equilibrati e con buona concimazione organica.

## Terriccio di coltivazione
Nel giardinaggio il terriccio che è utilizzato proviene dalla composizione di tutti gli elementi, a produrre, un suolo chimicamente e fisicamente adatto a specifiche piante.
È quindi importante conoscere le esigenze delle piante per adottare le condizioni adeguate alla crescita.
La preparazione è importante soprattutto in fase di semina, quando le condizioni di ritenuta dei liquidi, (conservazione dell'umidità) ed altri elementi non trascurabili, come la disponibilità di nutrienti, e la morbidezza del suolo, sono rilevanti per la emersione degli steli, e per le prime fasi di vita delle piantine.
In particolare la parte vegetale è importante, e faceva capo in passato alla preparazione di miscele ottenute da residui vegetali (eccellente era l'uso dei residui vegetali con lo stallatico maturo).
L'uniformità del prodotto e soprattutto la disponibilità proveniente dalla grande distribuzione ha incrementato nel recente passato l'uso della torba, interessante per gli usi di semina (per le piante che la accettano, la torba è notevolmente acida), per alcune azioni nella limitazione delle infezioni e per la conservazione della umidità.
A pianta adulta spesso tali condizioni non sono spesso così necessarie, e quindi cessa la necessità di usare torba, e possono essere usati come ammendanti componenti più economici.
Il terriccio si trova commercialmente in diverse forme: c'è il terriccio universale (medio), quello per piante acidofile, basofile, senza argilla, ecc., o per particolare contenuto di humus come quello di lombrico.
L'enorme aumento nell'uso della torba ha creato problemi di ecosostenibilità, dato il graduale esaurimento delle torbiere: per ovviare a tale problema occorre pianificare una gestione equilibrata tra la coltivazione delle torbiere ed il loro ripristino naturale.